# Gullregn över stan
Gullregn över stan eller bara Gullregnär en glad kuplett av Karl Gerhard från 1940. Kompositör Kai Normann Andersen. Texten handlar om pengar, mest om fallande valutor och torde syfta på 1930-talets valutakrig. 
"Bedårande rubel, du föll under jubel, från kronan och pundet, ty regnar det på City droppar det uti Norrström."
Med City avsågs Londons kända bankkvarter.
"Sköna dollar, kyskhetsbälte har du fått av Roosevelte. När du faller blir det tammephan lite gullregn över stan."
Med kyskhetsbältet från Roosevelt avsågs The Glass-Steagall-act. En reform i syfte att 'bevara oskulden', med andra ord bromsa utgivningen av räntebärande krediter.
Kupletten gav namn både till revyn Gullregn och till en av Karl Gerhards självbiografiska böcker, Lite gullregn.